# Comart Communicator
Comart Communicator (Communicator) је био професионални рачунар фирме Comart који је почео да се производи у Уједињеном Краљевству од 1979. године.
Користио је Z80-A као микропроцесор. RAM меморија рачунара је имала капацитет од 64 KB. 
Као оперативни систем коришћен је CP/M.

## Детаљни подаци
Детаљнији подаци о рачунару Communicator су дати у табели испод.
|                       |                                        |
| [ 1 ]                 |                                        |
| Произвођач            |                                        |
| Тип                   | професионални рачунар                  |
| Меморија              | 64 KB                                  |
| Поријекло             | Уједињено Краљевство                   |
| Година                | 1979                                   |
| Тастатура             | серијски видео терминал                |
| Процесор              |                                        |
| Фреквенција процесора | непознато                              |
| RAM                   | 64 KB                                  |
| ROM                   |                                        |
| Текст                 | зависи од коришћеног видео терминала   |
| Графика               |                                        |
| Боја                  |                                        |
| Звук                  | Унутрашњи звучник                      |
| Димензије             | 30 (ширина) x 25 (дубина) x 5 (висина) |
| Портови               |                                        |
| Оперативни систем     |                                        |